# Pierre Thomas (patriarche)
Pour les articles homonymes, voir Thomas et Pierre Thomas.
Pierre Thomas (1305-1366) est un religieux carme français. Né dans une famille très pauvre du Périgord, il parvient à étudier et se rapproche de l'ordre du Carmel. Remarqué pour ses compétences intellectuelles et sa dévotion, il poursuit ses études et occupe différentes charges dans l'Ordre jusqu'à devenir procurateur de son Ordre. Envoyé à Avignon auprès du pape, il est remarqué pour ses talents de prédication.
Apprécié par le pape Innocent VI, il se voit confier des missions diplomatiques par le Saint-Siège à partir de 1353. Si ses premières missions de conciliations échouent, le pape lui donne de nouvelles missions et le charge de la fonction de légat apostolique pour l'Orient. Il accomplit de nombreuses missions et déplacements dans tout le bassin méditerranéen, dans le but de rétablir la paix et l'unité religieuse. À partir de 1362, il prêche une croisade pour reprendre Jérusalem. Le pape Urbain V le soutient dans cette mission et le nomme, à cette occasion, patriarche latin de Constantinople. Mais la croisade qui part de Venise peine à rassembler des hommes et de l'argent. Ayant un rôle de coordinateur, il parvient à lancer l'expédition, malgré le manque de moyens, en espérant que des renforts suivront. Les croisés quittent Venise en 1365. Si la croisade d'Alexandrie parvient à prendre la ville très rapidement en octobre 1365, les soldats décident, quelques jours, après d'abandonner la ville contre son avis et celui du roi de Chypre.
De retour sur l'île de Chypre, Pierre Thomas tombe gravement malade à Noël et décède quelques jours plus tard, le 6 janvier 1366. Considéré comme saint de son vivant, il est enterré sur l'île dans le couvent des carmes. Son procès en béatification est ouvert rapidement, mais sa béatification n'est reconnue officiellement qu'au XVIIe siècle. Après la destruction du couvent, ses reliques ont été perdues et sont restées introuvables.
Dans l'Église catholique, il est fêté comme saint le 6 janvier ou le 8 janvier.

## Biographie

### Enfance
Pierre Thomas né vers 1305, dans une famille extrêmement pauvre (son père était un serf), au sud du Périgord, dans un village appelé Salimaso de Thomas, du diocèse de Sarlat, localité difficilement identifiable qui pourrait être de nos jours Lebreil, une partie de Salles-de-Belvès, à quarante kilomètres au Sud-Ouest de Sarlat-la-Canéda (Dordogne) et qui est le lieu traditionnel du culte de ce saint », donc au sud du Périgord (Dordogne).
Dans un premier temps, Pierre Thomas a probablement été élève dans sa paroisse, mais vers l'âge de 12 ans, pour soulager la grande misère de sa famille, il part s'installer à Monpazier (à quarante-cinq kilomètres de Bergerac) où il fréquente l'école pendant trois ans environ, vivant d'aumônes et instruisant les plus petits. Élève intelligent et âgé d'une quinzaine d'années, il part pour Agen « pour plusieurs années jusqu'à l'âge de vingt ans » (c'est-à-dire jusque vers 1325 environ). Il est étudiant dans le Collège des Carmes d'Agen où il découvre peu à peu leur mode de vie et s'intéresse alors personnellement à l'ordre du Carmel. À l'âge de 20 ans, il revient ensuite à Monpazier pour un temps très court avant de partir à Lectoure.

### Le Carmel

#### Études, enseignements et apostolat
En 1325, Pierre Thomas s'installe au couvent des Carmes de Lectoure où il enseigne la grammaire et la logique aux écoliers les plus jeunes. C'est là qu'il est remarqué par le prieur du couvent et commence son noviciat. En 1326-1327, le prieur de Condom, ou plus vraisemblablement celui de Bergerac, l’appelle dans son couvent et lui fait prendre l'habit du Carmel. Pierre prononce ses vœux définitifs vers 1328-1329 à Bergerac et y enseigne pendant deux ans. Il devient professeur de logique à Agen de 1329-1331. Il y étudie la philosophie tout en enseignant la logique. C'est à Agen qu'il est ordonné prêtre.
Une fois ordonné prêtre, il est envoyé en 1332 à Bordeaux pour parfaire sa formation en logique et enseigner. En 1333, il se rend à Albi pour étudier la philosophie. En 1334, il rentre à Agen pour y étudier la physique. Étudiant brillant, Pierre Thomas se rend encore à Paris de 1335-1337 afin d'obtenir son grade de « Lecteur ».
En 1338, Pierre Thomas est nommé lecteur à la toute nouvelle université de Cahors. Durant 2 ans (de 1338-1340), Pierre Thomas va enseigner à l'université tout en ayant une activité pastorale. C'est d'ailleurs lors d'une terrible sécheresse qui sévit dans la région que Pierre Thomas organise et prêche une procession afin de faire tomber la pluie. Il s'en serait suivi une « pluie miraculeuse ». À partir de 1341 et à la demande de ses supérieurs, Pierre Thomas « revient à Paris poursuivre ses études pendant quatre ans et obtient son diplôme de bachelier en théologie ».

#### Culte marial
Pour ses contemporains, Pierre Thomas n'est pas uniquement un étudiant brillant, il est aussi un religieux très vertueux. C'est ce dont témoigne le Père François Giry dans son ouvrage : « […] il fut fait Prêtre par un commandement exprès de son Provincial, auquel il ne put résister, & dés lors il fit un tel progrès en la vertu, qu'il étoit considéré non seulement comme un trésor de science, mais aussi comme un miroir de modestie, de pureté & de charité. Il avoit surtout une tres-grande dévotion envers la tres-sacrée Vierge ; l'amour de laquelle étoit si fortement gravé dans son cœur, que le bienheureux nom de MARIE prenoit toutes ses paroles. Il ne se mettoit jamais à table, qu'il ne dit ou ne fit promptement quelque chose en son honneur ; & les viandes lui eussent semblé insipides & sans goût, si elles n'eussent été assaisonnées du souvenir de cette Reine des Vierges. En tout ses travaux & toutes ses afflictions, c'étoit l'autel qui lui servoit d'azile, & d'où il tiroit continuellement des armes contre les embûches de ses ennemis, & il remporta par ce secours d'admirables victoires sur eux. Enfin, l'ardeur de cette pieté le possédoit tellement, qu'il ne pouvait presque plus rien goûter, prononcer, ni entendre que le nom de MARIE, & l'on dit qu'il fut trouvé gravé sur son cœur après son décès, comme l'adorable nom de JESUS sur celui de Saint Ignace le Martyr ».
En lien avec sa piété mariale, le vénérable Jean de Hildesheim, serviteur de Pierre Thomas à cette période, a témoigné dans son ouvrage le Speculum Carmeli que Pierre Thomas lui avait révélé avoir eu une vision de la Vierge Marie (probablement en 1351), lui assurant que l'ordre du Carmel ne disparaîtrait pas (et serait toujours présent à la fin des temps). La Vierge lui aurait indiqué que cette promesse avait été faite par le Christ lui-même, à la demande expresse d'Élie « le premier Patron de l'Ordre » lors de la Transfiguration.

#### A la tête de l'Ordre carmélitain
Après ses études à Paris, vers 1345, Pierre Thomas rentre dans sa province où il est élu procurateur de son Ordre lors du chapitre du 13 mai 1345. Pour occuper ses fonctions, il est alors envoyé à la Curie pontificale qui est alors à Avignon. Il y est remarqué par Hélie Talleyrand, Cardinal du Périgord, avec lequel il entretient de bons rapports tout en vivant au Couvent des Carmes de la ville dans une grande simplicité. Ayant évalué le religieux, le Cardinal Hélie Talleyrand le fait alors nommer prédicateur apostolique et Pierre Thomas obtient ainsi peu à peu ses entrées à la cour pontificale.

#### Études à Paris et retour à Avignon
Une fois son temps à la tête de l'ordre terminé, Pierre Thomas part terminer ses études à Paris (fin 1347-1349) où il est déclaré « Maître en Théologie » en 1350 après seulement trois années d'études au lieu des cinq années requises. De retour à Avignon (à priori en 1351), il reprend avec succès son office de prédicateur apostolique, il est nommé « Regens in theologia » (soit expert en théologie) par le pape Clément VI. Il assiste alors le Maître en théologie en titre, à la tête du département de curie traitant des affaires doctrinales soumises au pape. À ce poste, Pierre Thomas est appelé à se prononcer sur un débat théologique d'actualité qui a cours au milieu du XIVe siècle et qui concerne (entre autres choses) la Vierge Marie et porte sur l'Immaculée Conception de la Mère de Jésus, c'est-à-dire sur le fait que, pour devenir la Mère de Jésus, Marie aurait été conçue sans porter la marque du péché originel qui touche toute l'humanité sauf le Christ.
Tout en assumant ses fonctions d'expert en théologie, Pierre Thomas reste avant tout Carme, vivant au Carmel d'Avignon, confessant les chrétiens et prêchant lors de messes ou d'occasions particulières. L'ouvrage du Père François Giry précise que Pierre Thomas excellait en chaire, lors de ses prédications car il n'hésitait pas « à dire la vérité sans jamais la déguiser, même en présence de cardinaux ou du souverain pontife ». Il ajoute qu'il « fléchissait les cœurs, gagnait les affections de ses auditeurs » allant jusqu'à leur tirer les larmes des yeux,.
Prédicateur réputé, Pierre Thomas vit néanmoins comme n'importe quel autre carme : « Mais ce que j'admire le plus dans tous les emplois de ce grand homme, soit de la lecture, soit de la prédication, soit de la confession auriculaire, où il ne faisoit pas moins de fruit que dans ses Sermons : c'est que tout cela ne l'empêcha jamais de se lever à minuit pour chanter les Matines avec les autres Religieux, ni de célébrer tous les jours de grand matin la sainte Messe, & lui-même a confessé qu'il recevoit beaucoup plus de lumières en la célébration, & dans les silence de ce sacré Mystere, que dans toutes ses autres études ». De plus, si Pierre Thomas ne se trouvait pas dans son lieu de résidence habituel lorsqu'il prêchait dans une ville, où il y avait un couvent de son Ordre, « il ne manquait point de s'y retirer, et d'y prendre ses repas dans le réfectoire avec les autres frères », évitant de se distinguer des autres moines.
Connu, apprécié en Avignon, vivant toujours une vie d'austérité au Couvent des Carmes, Pierre Thomas était connu du pape Clément VI. Ce dernier, sentant sa mort approcher, lui demanda d'accompagner son corps pour qu'il soit enseveli à l'abbaye de la Chaise-Dieu. À la mort du pape Clément VI le 6 décembre 1352, Pierre Thomas se voit confirmer, par Innocent VI, la mission d'accompagnateur du corps du défunt pape. En avril 1353, le cortège funèbre part d'Avignon et Pierre Thomas « accompagne la dépouille mortelle du pape jusqu'à la Chaise-Dieu » en prêchant tout au long du trajet menant le pontife à sa dernière sépulture.

### Sa carrière de Légat
À partir de cette date et sous les pontificats des papes Innocent VI et Urbain V, Pierre Thomas va consacrer toute sa vie à accomplir les missions diplomatiques délicates qui lui seront confiées par le Saint-Siège comme : « la pacification entre tous les chrétiens, la défense des droits de l'Église auprès des monarques les plus puissants de l'époque, l'unification des églises orthodoxes, slaves et byzantines et de l'Église de Rome, la croisade contre les musulmans et la libération de la Terre sainte ».

#### Les premières missions diplomatiques (1353-1359)
En octobre 1353, le pape Innocent VI lui confie sa première mission en tant que légat. Elle consiste à régulariser les rapports entre la république de Venise et la république de Gênes. Ces deux puissances se disputent les comptoirs commerciaux du pourtour de la mer Méditerranée. Ce conflit ne fait qu'augmenter au fil des ans et, pour y mettre fin, le pape Innocent VI demande aux belligérants de venir à Avignon pour s'expliquer et faire la paix. Pierre Thomas devant persuader les différents partis de venir à Avignon pour la fin décembre de la même année. Après avoir dû insister beaucoup, les belligérants se réunirent enfin à Avignon en décembre 1353 et en février 1354, mais la tentative de médiation est un échec et les différents partis ne trouvent aucun terrain d'entente.
En 1354, il est envoyé auprès du royaume de Naples afin de trouver une entente concernant la nomination du tuteur des deux filles de Charles de Durazzo qui vient de mourir. Sa veuve (Marie d'Anjou) et le roi de Naples (Louis de Tarente) affirment que le tuteur des enfants doit être la reine Jeanne Ire de Naples. « La grand-mère paternelle des enfants, née Marie Agnès Talleyrand, tente d'imposer comme tuteur Louis de Durazzo le frère du défunt ». Marie Agnès Talleyrand trouve un appui auprès de son frère, le Cardinal Hélie Talleyrand, et par là-même, le soutien du pape Innocent III. Toutefois, malgré ce soutien pontifical, Marie Agnès Talleyrand n'arrivera pas à obtenir que la tutelle de ses petites-filles soient confiée à leur oncle Louis de Durazzo.
En 1354-1355, Pierre Thomas, promu évêque de Patti et de Lipari, est à nouveau sollicité par le pape Innocent VI, avec Bartholomée de Traù, afin de régler un lourd conflit politique et religieux en Serbie auprès du souverain Stefan Dusan. Ce dernier se proposait d'arriver à une union entre l'Église orthodoxe serbe et l'Église catholique romaine. Pour montrer sa bonne volonté, il avait déjà pris des dispositions en faveur des catholiques de Serbie. Le but premier du souverain de Serbie était en fait de trouver des appuis politiques afin de s'élancer, sous couvert de défense de la foi catholique, à la conquête de Byzance et de son Empire. À ce problème, s'ajoutent d'importantes frictions entre la Serbie orthodoxe et la Hongrie catholique. En février 1355, Pierre Thomas part d'Avignon avec sa délégation, sur son chemin, il rencontre l'empereur du Saint-Empire romain germanique, Charles IV, auquel il transmet un message du pape Innocent VI. La délégation pontificale arrive en Serbie au début du mois de mars 1355 avec comme objectifs principaux de faire cesser les mesures vexatoires qui frappent les catholiques de Serbie et évaluer les intentions de Stefan Dusan concernant son désir d'unification de l'Église orthodoxe de Serbie avec l'Église catholique romaine. Mais, face à la situation géopolitique complexe et au manque d'honnêteté du souverain de Serbie qui ne recherche pas réellement une soumission de l'Église orthodoxe de Serbie à l'Église catholique romaine, cette mission de Pierre Thomas n'aboutira pas, malgré ses efforts. La mort de Stefan Dusan, le 20 décembre 1355, met définitivement fin aux négociations.
Au printemps 1356, en rentrant à Avignon, Pierre Thomas s'arrête à Buda pour rencontrer le roi de Hongrie : Louis Ier de Hongrie. En effet, après une trêve de 8 ans, le royaume de Hongrie et la république de Venise se battent à nouveau à propos de la Dalmatie. La papauté d'Avignon « pose ses exigences aux gouvernants de Venise : d'abord faire la paix avec Louis Ier le Roi de Hongrie ; ensuite, mettre fin à l'alliance que la catholique République Sérénissime entretient avec la schismatique Serbie, elle-même en guerre contre la catholique Hongrie » et à rendre effective l'union politique et religieuse proposée par l'empereur byzantin Jean V Paléologue. Pierre Thomas, avec le dominicain Guglielmo Conti, évêque de Sizebolu, vont se rendre à Venise et vont rencontrer Louis Ier de Hongrie mais, malgré ses efforts, les négociations s'enliseront et aucun traité de paix ne sera signé entre les deux parties malgré toutes les démarches de rapprochement entreprises par Pierre Thomas au cours de l'année 1356.
En avril 1357, Pierre Thomas part comme légat du pape à Constantinople, pour y recevoir la soumission de l'empereur de Byzance (dont l'Empire n'arrive plus à résister face à l'expansion de l'Empire ottoman) à l'Église catholique romaine ainsi que l'adhésion de nobles grecs (dont Giovanni Lascaris Calofero et Demetrio Angelo de Thessalonique) à l'Église catholique et au pape. Cette adhésion théologique de l'empereur de Byzance, Jean V Paléologue devait s'accompagner d'un soutien militaire de l'Occident pour faire barrage à l'expansion de l'islam. Il prend part également à des débats théologiques (dont celui au monastère du Pantocrator, en octobre 1357). Après la profession de foi catholique de l'empereur byzantin et l'avoir affermi dans la foi, Pierre Thomas quitte Constantinople avec une lettre de Jean V Paléologue pour le pape, dans laquelle l'empereur promet de tout mettre en œuvre pour rendre l'union effective. Mais les soutiens militaires promis dans les échanges ne viendront pas.
En 1358, Pierre Thomas part en pèlerinage privé en Terre Sainte. Il passe par l'île de Chypre où le roi Hugues IV l'accueille avec les honneurs que l'on doit à un légat apostolique bien que Pierre Thomas s'en défende en disant : « Je ne viens ni comme nonce, ni comme légat, mais comme un pauvre frère pèlerin ». Sur place, il tombe malade et doit différer son pèlerinage à Jérusalem. Puis, rétabli, il part en bateau de Famagouste et arrive à Jérusalem où il est en mesure de se rendre sur les lieux saints. Puis, il rentre en France en repassant par l'île de Chypre. Sur l'île de Chypre, avec l'accord du nouveau roi de l'île, Pierre Ier de Chypre, Pierre Thomas essaie une nouvelle fois de convaincre les grecs orthodoxes de revenir dans la communion de l'Église catholique et de jurer fidélité au pape sans néanmoins arriver à ses fins.

#### Légat pontifical pour l'Orient (1359-1364)
Le 10 mai 1359, le pape Innocent VI nomme Pierre Thomas évêque de Coron (Péloponnèse) avec une juridiction étendue sur le royaume de Morée. Dans le courant du même mois, il est aussi nommé Légat pour Smyrne et Inquisiteur de la foi puis il est nommé Légat universel du Saint-Siège et Inquisiteur de la foi catholique sur le pourtour de la Méditerranée européenne et anatolienne, îles incluses, il est donc Légat universel pour l'Orient. Dans un premier temps, sa mission sera de « châtier les infidèles, ramener les dissidents et soutenir les authentiques Chrétiens ». Pour ce faire, en plus de son pouvoir spirituel et ecclésiastique, le pape Innocent VI lui donne « un droit de regard sur les forces armées » et annonce un projet plus général de Croisade dont Pierre Thomas assumera la responsabilité.
Dès l'été 1359, Pierre Thomas part pour Smyrne accompagné d'une flotte fournie par les Vénitiens et les Hospitaliers de Rhodes. Sur place, il renforce les dispositifs de défense de la ville, paie les soldats, s'assure du ravitaillement de la Cité et de la désignation d'un nouveau gouverneur de la ville. Pierre Thomas se rend aussi à Constantinople et participe aux combats de Lampsaque comme l'écrit Philippe de Mezières : « Engagé physiquement dans le combat, Pierre Thomas stimule les troupes : il faut éviter la débandade [devant les janissaires]. L’Évêque donne de sa personne, il encourage, il frappe, l'épée au poing ». Entre défaites et victoires, Pierre Thomas est « infatigable, menant quand il le [faut] la troupe au combat par son exemple et ses exhortations, tantôt à Smyrne, tantôt à Rhodes, tantôt à Constantinople, tantôt à Chypre, tantôt dans l'île de Crète, et tantôt en Turquie avec peu de galères ». En 1361, Satalie est conquise par Pierre Ier de Chypre en l'absence de Pierre Thomas qui vogue vers une autre ville. Ce dernier, arrivé à Kyrénia, apprenant la nouvelle, se précipite à Satalie pour fêter « la victoire avec les troupes, rendre la ville accueillante aux Chrétiens, régulariser l'organisation ecclésiastique, consacrer des lieux de culte, nommer des prêtres et des religieux, etc. ».
En 1359, Pierre Thomas est aussi envoyé en Crète afin de lutter contre un groupe de chrétiens « schismatiques », qui réalisent de nombreuses conversions parmi les chrétiens catholiques latins. Pierre Thomas tente d'abord de convaincre les schismatiques de revenir à l'Église latine, puis il fait pression sur le gouverneur de l'île qui dépend de la république de Venise, ensuite, il excommunie ceux qui refusent de se convertir. Pour finir, il fait déterrer les ossements de l'initiateur de ce schisme et les fait brûler (ce qui est une pratique courante au Moyen Âge).
La même année, Pierre Thomas se déplace beaucoup avec sa flotte. À Noël 1359, il est à Rhodes et malade, une maladie de longue durée puisqu'il quitte l'île en bateau « comme mort » pour se rendre à Chypre . Arrivé très malade à Nicosie, il aurait invoqué saint Grégoire et aurait ainsi été miraculeusement guéri. Il part donc le 24 novembre 1358 pour aller couronner Pierre Ier « roi de Jérusalem ». La cérémonie a lieu à Famagouste le 5 avril 1360, jour de la fête de Pâques.
En 1361, Pierre Thomas se rend en visite pastorale dans son évêché de Coron. Il se rend ensuite à Adalia (Satalia), nouvellement conquise par Pierre Ier de Chypre (les 23-24 août 1361), pour y instaurer le culte catholique. Puis, à la fin de l'année 1361 et en 1362, il est de retour à Chypre au moment où sévit une grande épidémie de peste. Pierre Thomas organise alors des messes, des prières de supplications et des processions à Nicosie puis à Famagouste pour faire cesser le fléau. Son biographe raconte : « Des Sarrasins, des Turcs, des Juifs, effrayés par le danger, suivaient avec piété le Légat. Le miracle ne tarda pas à suivre ses prières : sur deux cents malades trouvés mourants à son arrivée [à Famagouste], un seul succomba ».

### La Croisade
Avec Philippe de Mézières (chancelier de Pierre 1er) et Pierre Ier de Chypre, Pierre Thomas conçoit peu à peu l'idée de mener une nouvelle croisade afin de délivrer les lieux saints et de rétablir le royaume de Jérusalem. Le 24 octobre 1362, Pierre Thomas, Pierre Ier de Chypre et Philippe de Mezières quittent Paphos pour chercher des soutiens - financiers, logistiques et de personnes - en Europe et afin de solliciter l'aide de l'Occident. Pendant trois ans, de novembre 1362 à novembre 1365, ces trois hommes vont tout mettre en œuvre pour que cette nouvelle croisade ait lieu. Il désirent faire de Chypre un lieu de passage, un point d'appui afin de préparer et soutenir les futurs Croisés en terre musulmane, tout en faisant de Venise le lieu central de leurs préparatifs européens avant le grand départ pour Chypre afin de frapper en Égypte ou en Syrie.
Arrivés en Avignon, Pierre Thomas trouve un nouveau pape, Urbain V, à qui il explique son projet de Croisade et dont il obtient l'approbation officielle le 31 mars 1363. C'est au cours d'une cérémonie publique célébrée par le pape Urbain V, en présence des Cardinaux, de Pierre Ier de Chypre et du roi Jean II le Bon que 1er pape « donna la "croix rouge d'Oultremer" au Roi Jean d'abord, au Roi de Chypre, puis au Cardinal de Périgord [Hélie Talleyrand] ». De plus, Urbain V publie un bref le 31 mars 1363 exposant les motifs de cette expédition : la honte de la perte de Jérusalem, l'état de faiblesse des Turcs et la facilité de la victoire à venir. Des courriers pour les évêques français sont également rédigés et diffusés. Et, en vue des préparatifs de la Croisade, au printemps 1363, Pierre Thomas est nommé archevêque de Candie (en Crète), avec dispense de résidence, par le pape Urbain V.

#### Patriarche latin de Constantinople (1364)
Urbain V, pape très pieux, est très impliqué dans les préparatifs de la Croisade et il veille à ce que ce projet aboutisse. Il doit toutefois nommer Pierre Ier de Chypre comme capitaine de la croisade en remplacement du roi de France Jean II le Bon qui est décédé le 8 avril 1364 ce qui affaiblit considérablement l'assise politique, militaire et financière de la Croisade. Et, à la suite du décès la même année du Cardinal Hélie Talleyrand, son légat pour la croisade, Urbain V doit le remplacer et il pense très rapidement à Pierre Thomas. Ce dernier, de retour auprès du pape à Avignon à la mi-mai 1364, est donc nommé légat du pape pour la croisade et élu patriarche latin de Constantinople.

#### Les préparatifs à Venise
« Il est convenu que Venise sera le lieu de ralliement des partants. Par lettre datée du 29 octobre 1363 Urbain V demande à Pierre Thomas de se rendre à Venise et d'y rester le temps qu'il faudra, au moins jusqu'en mars 1364, en attendant que le Roi de Chypre revienne de sa tournée des Cours royales de la vaste Europe. Des hommes, volontaires pour le Croisade répondant à l'appel du Pape sont déjà à Venise : il y a besoin de quelqu'un pour les accueillir, préparer, contrôler, organiser ». Pierre Thomas sera cet homme et Philippe de Mezière le secondera. Ils devront toutefois attendre Pierre Ier de Chypre qui ne le rejoint que le 11 novembre 1364 de sa tournée européenne et sans avoir obtenu d'importants résultats financiers ou en dotation d'hommes. Le roi de Chypre est découragé, cependant, Pierre Thomas et Philippe de Mezières arrivent à le remotiver afin de pouvoir lancer cette Croisade.
Toutefois, bien d'autres événements ont ralenti les préparatifs de Croisade allant jusqu'à la remettre sérieusement en cause. En effet, en 1363 éclate l'insurrection des colons vénitiens de Crète contre leur métropole puis, Pierre Thomas accepte, du pape Urbain V, une mission pacificatrice à Milan et Bologne. En effet, des différends ont éclaté entre l'Émilie, la Lombardie et Avignon (c'est-à-dire les États pontificaux). Pierre Thomas va même devoir administrer la ville de Bologne du 15 janvier au 7 février 1364. De retour d'un voyage à Venise, il obtient enfin à Bologne, le 13 mars 1364, la signature du traité de paix désiré. À ces conflits s'ajoute la guerre qui avait éclaté entre Chypre et Gênes. Pierre Ier de Chypre et le pape Urbain V choisissent encore Pierre Thomas pour négocier la paix entre ces deux États rivaux. Dès son arrivée à Gênes, le légat réussit à réconcilier la république ligure avec le souverain de Chypre (traité du 18 avril 1365).
Finalement, le 27 juin 1365, Pierre Ier de Chypre, Philippe de Mezière et Pierre Thomas peuvent enfin prendre la mer avec leurs troupes lançant le début de la Croisade qui sera appelée Croisade d'Alexandrie. Leur départ est décrit ainsi : « Ceux qui partirent de Venise le 27 juin [1365] étaient l'image en réduction de ce qu'était alors la Chevalerie d'Occident. Quelques Anglais et Écossais aux côtés de "soudoyers" anglais des grandes Compagnies. Quelques Chevaliers Teutons : très peu d'Italiens. Deux Grecs. Surtout des Français, un Pierre Malosel, un Gantounnet d'Abzax, un Tiercelet de la Barre ». Les troupes à disposition sont faibles, mais Pierre Thomas et ses compagnons espèrent que des renforts leur seront envoyés, surtout en cas de première victoire éclatante.

#### Les croisés d'Alexandrie

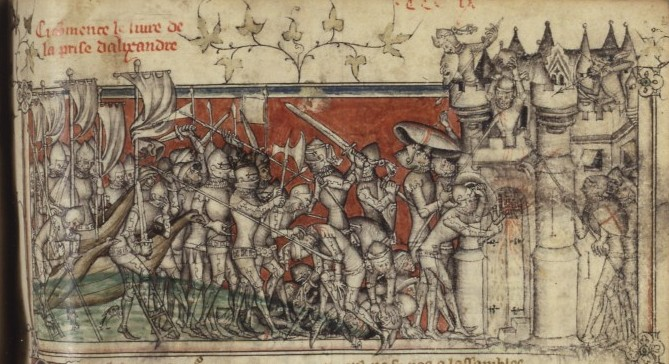
Prise d'Alexandrie (illustration d'un manuscrit du XIVe siècle).

Partis de Venise le 27 juin 1365, la flotte atteint Rhodes le 12 ou 13 juillet 1365. C'est là qu'elle rejoint la flotte des Hospitaliers de Rhodes ainsi que la flotte en provenance de Chypre. C'est alors le temps des derniers préparatifs, de l'attente avant le combat où Pierre Thomas exhorte les troupes. Il s'agit aussi de pacifier les esprits de ces hommes de guerre en attente des combats. Pendant ce temps, l'activité de Pierre Thomas était « de dire la loi, d'absoudre les pécheurs, d'apaiser les rumeurs, parler avec Anglais, Chypriotes-grecs, Francs, Teutons. Il passait son temps en prédications et processions au point d'en oublier de prendre ses repas. Il préparait ses auditeurs à affronter la mort pour le Christ ».
Finalement, le 30 septembre 1365, les bateaux se groupent autour de la galère du roi dans le port de Rhodes. Pierre Thomas s'installe dans la galère royale et prononce une bénédiction générale,. Le 5 octobre 1365, la destination finale de l'attaque (tenue secrète) est annoncée aux troupes : Alexandrie.
Le jeudi 9 octobre 1365, les galères et les nefs de Pierre Ier de Chypre, débarquent dans le port d'Alexandrie. La prise de la ville est étonnamment rapide puisqu'arrivés le 9 octobre 1365, les croisés sont dans la ville dès le lendemain. Lors des combats, Pierre Thomas est décrit comme exhortant les troupes en leur disant : « Soldats de Dieu, élus par le Seigneur et confortés par sa sainte Croix, ne craignez pas les ennemis de Dieu : les portes du ciel s'ouvriront pour vous secourir ». et, au cours du débarquement, Philippe de Mezière le décrit ainsi : « Le visage transfiguré, le Légat met toute son ardeur à descendre à terre sous les flèches ennemies, sans même la protection d'un bouclier. Les Sarrasins déversent "une avalanche de flèches" qui ne blessent aucun Chrétien ». Une fois dans la ville, les Chrétiens saccagent la ville, la pillent, l'incendient partiellement et massacrent sa population. le 11 octobre 1365, la ville est prise. Mais cette victoire est de courte durée car les soldats croisés, motivés par l'appât du gain, sont saisis de crainte à l'idée que les Sarrasins ne viennent à la rescousse de la ville assiégée, ce qu'ils ne tardent pas à faire. Après concertation et contre l'avis de Pierre Ier de Chypre et de Pierre Thomas qui les exhortent à tenir en leur disant : « Il faut rester à Alexandrie pour l'honneur de Dieu, le besoin des Chrétiens et le retour à Jérusalem… Si la Providence a livré Alexandrie aux Croisés, cela confirme son dessein de voir les Croisés s'y établir ». Les Croisés n'écoutent pas ces exhortations et, avec leur riche butin, ils rembarquent pour Chypre le 16 octobre 1365.

#### Le retour à Chypre
Ayant dû quitter Alexandrie contre son gré, Pierre Ier de Chypre, Philippe de Mezières et Pierre Thomas débarquent à Chypre au port de Limassol. C'est une immense défaite et une très grande déception pour ces trois hommes. Pierre Thomas écrit d'ailleurs une lettre au pape Urbain V et à l'Empereur du Saint-Empire romain germanique, Charles IV, mais cette déception sera aussi celle du pape Urbain V et d'un très grand nombre de chrétiens dont l'écrivain Pétrarque. De Limassol, Pierre Ier de Chypre, Philippe de Mezières et Pierre Thomas se rendent à Nicosie pour y célébrer une cérémonie solennelle en l'honneur de leur victoire à Alexandrie sur les Sarrasins. Et il est prévu que Pierre Thomas, en tant que Patriarche latin de Constantinople et Légat de la Croisade, se rende à Avignon pour y faire son rapport et demander des soutiens et moyens pour reprendre la Croisade. Pour ce faire, il se rend à Famagouste afin d'y organiser son voyage.

### La fin de sa vie
Autour de la date de Noël 1365, Pierre Thomas tombe gravement malade. Ses derniers jours ont été relatés par Philippe de Mezières mais la cause de sa mort n'est pas certaine car deux versions circulent. La première est que Pierre Thomas aurait pris froid durant les célébrations de la Nativité en vivant de manière trop austère et sans prendre en compte la rigueur de l'hiver, ce qui aurait occasionné la fièvre qui le conduisit à la mort. La seconde hypothèse est que Pierre Thomas aurait été blessé lors de la prise d'Alexandrie et que sa mort serait consécutive à sa blessure,,,,,,.

#### Maladie
Sa maladie débute le 28 décembre 1365 et son état de santé s'aggrave et Philippe de Mezières est appelé de Nicosie à Famagouste, emmenant avec lui son médecin dans l'espoir de pouvoir le faire soigner.
Durant ses dernières heures, son fils spirituel et ami, Philippe de Mézières, revient à Famagouste et l'assiste dans ce dernier passage avec la communauté des Carmes. Philippe de Mezières nous a laissé le récit précis de ces derniers jours de vie. Il explique que l'état de santé de Pierre Thomas décline rapidement et, que ce dernier se sachant perdu, fait appeler son confesseur le 4 janvier 1366. Le même jour, Pierre Thomas réunit ses frères Carmes autour de lui et il les exhorte à ne pas perdre courage et il leur demande pardon en ces termes : « O mes frères et amis, je vous ai fait partager tellement de travaux et de dangers à mon service... Je ne vous ai ni traités, ni considérés, je ne vous ai pas non plus assistés comme j'aurai dû le faire... Épargnez-moi, pardonnez-moi ». Le 5 janvier, son état empire et il n'est plus en mesure de réciter la liturgie des Heures alors qu'il avait toujours été d'une grande régularité à la récitation de l'Office. Il a encore la force de dire : « La vie et la mort se valent à mes yeux : si je dois être indispensable à la Croisade, je veux bien vivre ; si je ne suis pas indispensable, la mort me convient ; cela revient au même : que soit faite la volonté de Jésus-Christ mon Dieu ». Épuisé et se disant tourmenté « par le Malin », il reçoit l'Extrême onction dans la nuit du 5 au 6 janvier 1366. Le 6 janvier, il lui dit alors : « Je peux me passer des médecins du corps ; j'ai avec moi Jésus-Christ, mon médecin spirituel ; il m'a déjà guéri ; je m'attache à lui et avec lui je tiens bon ». Puis, peu avant sa mort, Pierre Thomas a encore la force de parler longuement à son ami Philippe de Mezières. Il décède dans la nuit du 6 au 7 janvier 1366.

#### Enterrement et ses sépultures
Une fois décédé, son corps revêtu de sa bure de Carme a été exposé durant six jours dans le chœur de l'église des Carmes de Famagouste et une foule nombreuse vint le voir au cours de ces journées. Dans son ouvrage, François de Giry précise : son corps exhalait une bonne odeur, comme « un excellent parfum », son visage devint « beau comme un ange » et même que « des rayons de lumière furent aperçus sur son corps ». Le corps du défunt reste exposé durant six jours dans l'église « sans que l'on aperçut la moindre marque de corruption »,.
Son enterrement a eu lieu le 12 janvier 1366 dans l'église des Carmes. Et, tout de suite après son enterrement, des témoins relatent des guérisons et d'autres miracles. Peu après ses funérailles, son corps a été déplacé dans un tombeau recouvert d'une dalle de marbre, tombeau qui était installé dans l'église des Carmes. « Au moment de cette seconde inhumation on remarqua avec étonnement que ses membres étaient encore flexibles. Une enquête canonique fut [alors] ouverte pour juger de la sainteté de Pierre Thomas. Décision fut prise d'ouvrir le sépulcre le 8 mai 1366 ». Son corps fut finalement et définitivement inhumée dans le chœur de l'église des Carmes.

## Culte et béatification

### Béatification

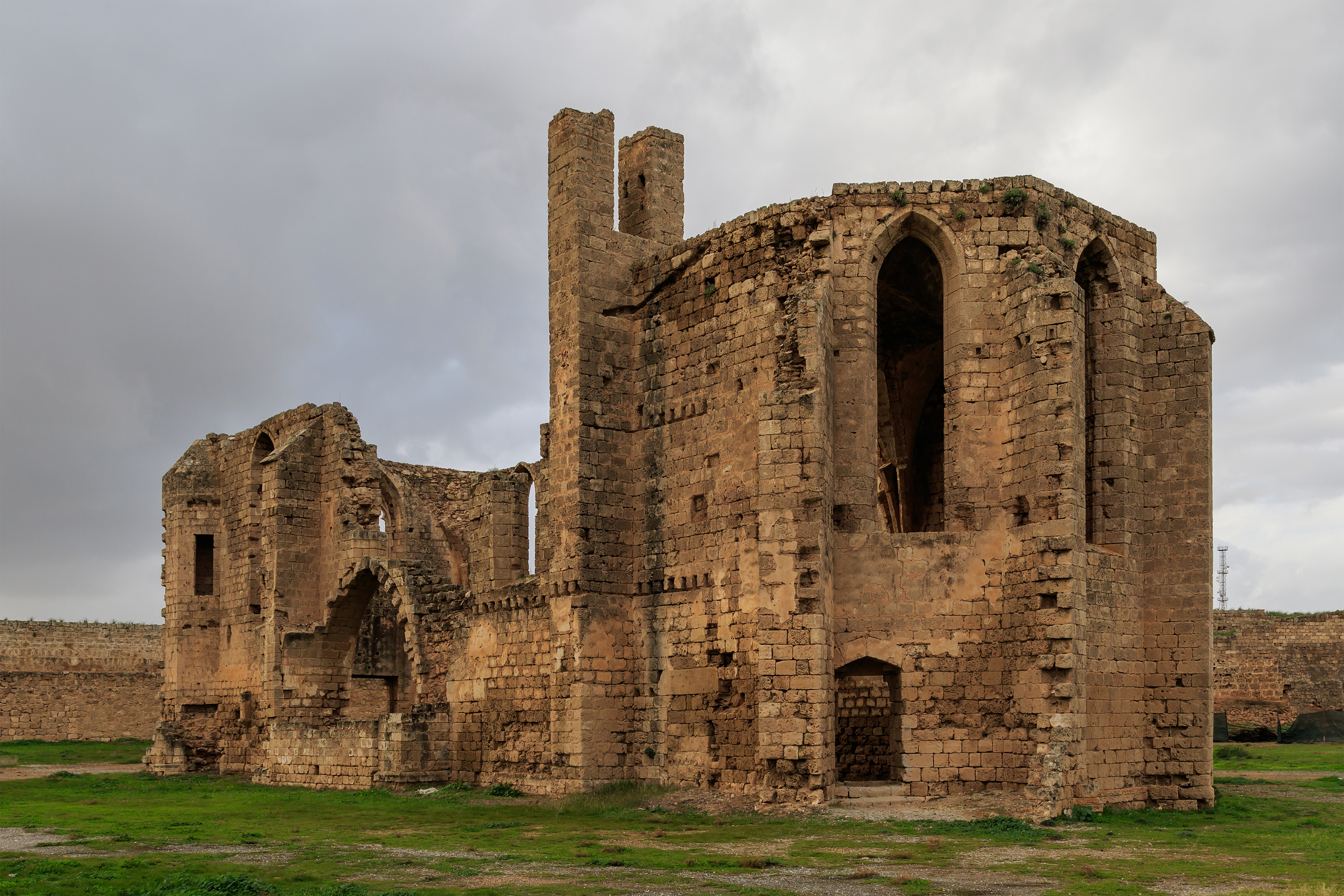
Ruines du couvent des carmes de Famagouste.

Durant le Carême de l'année 1366 (du 18 février au 5 avril), Philippe de Mézières écrit sa biographie, qu'il achève en avril 1366, elle servira de base à l'ouverture d'un procès en canonisation.
Considéré comme saint de son vivant par le peuple de Chypre car il est connu pour ses qualités de prédicateurs, sa vie vertueuse et ascétique et le fait que des miracles lui soient attribués déjà de son vivant, son procès ecclésiastique est engagé à Famagouste par l'évêque Simon de Laodicée, le 14 avril 1366. Le 8 mai 1366, sa tombe est ouverte et son corps retrouvé « parfait et entier, les membres flexibles comme auparavant... il était seulement quelque peu noirci et une odeur d'humidité émanait de son corps, comme celle qui s'échappe des souterrains »". En 1368, Pierre Ier de Chypre demande personnellement au pape Urbain V de lancer une procédure de canonisation. Il demande également au Pape (qui l'approuve) que soit interdit le transfert du corps de Pierre Thomas en dehors de l’île de Chypre avant un délai de dix ans. Cette décision datée du 21 mai 1368 sera largement dépassée car jamais le corps du saint ne sera transféré hors de l’île. La dernière volonté de Pierre Thomas, qui était de rapporter sa dépouille mortelle à Bergerac, ne fut donc jamais respectée.
En 1609, le culte rendu à Pierre Thomas est confirmé par le pape Paul V. Et, en 1628, Urbain VIII ratifie son culte chez les Carmes pour les diocèses de Sarlat et de Périgueux.
Saint Pierre Thomas est actuellement fêté le 6 janvier dans l'Église catholique, mais le 8 janvier dans l'ordre du Carmel (avec rang de mémoire facultative) et dans le diocèse de Périgueux.

### La disparition de ses reliques et de ses écrits
Ses reliques
Il ne reste plus aucune trace de Pierre Thomas : la conquête de Chypre par les Turcs en 1571 et le tremblement de terre de 1735 ont effacé tout souvenir de lui dans cette île. En 1905, l'archéologue Camille Enlart qui essayait de retrouver la sépulture du saint dans les décombres de l'église des Carmes de Famagouste finit même par renoncer à son projet. À Salles-de-Belvès (France), la petite chapelle érigée à l'emplacement présumé de la maison natale du saint a été détruite lors de la Révolution française. Une relique de saint Pierre Thomas aurait pu se trouver un temps dans la cathédrale de Cahors.
La relique personnelle de la Sainte Croix
Toutefois, avant de mourir, Pierre Thomas remit une relique de la Sainte Croix à Philippe de Mézières. Celui-ci en fit donation le 23 décembre 1370 à la Scuola Grande de l'église San Giovanni Evangelista à Venise, dont il était membre. La Scuola Grande en a fait l’un de ses symboles, aux côtés de l'aigle et de la crosse de saint Jean. Cette relique est actuellement conservée dans l'église San Giovanni Evangelista de Venise.
Il est important de noter que cette relique, en plus de son statut de relique primaire de la Passion du Christ, peut être considérée comme une relique secondaire de Pierre Thomas car elle a appartenu et a donc été touchée par saint Pierre Thomas lui-même.
Ses écrits
La tradition attribue à Pierre Thomas la rédaction de quatre volumes de sermons ainsi que le traité De Immaculata Conceptione B.M.V.. Mais aucun de ces ouvrages ne nous sont parvenus.

## Nominations et responsabilités
- 1345 : il est élu Procurateur de l'ordre du Carmel et envoyé auprès du pape qui réside alors à Avignon[3] ;
- vers 1350-1351 : il est nommé Regens in theologia" (Expert en théologie) par le pape Clément VI ;
- 1354 : il est nommé évêque de Patti et Lipari[3] en Sicile avec dispense de résidence et est ordonné à Avignon par le cardinal Guy de Bologne[13] ;
- mai 1359 : il est nommé légat pour Smyrne et Inquisiteur de la foi ;
- 10 mai 1359 : il est nommé évêque de Coron[3], dans l'ancien royaume de Morea qui appartenait à la république de Venise[13] ;
- après mai 1359 : il est nommé légat universel du Saint-Siège et Inquisiteur de la foi catholique sur le pourtour de la Méditerranée européenne et anatolienne, îles incluses donc légat universel pour l'Orient ;
- 6 mars 1363 : Il est nommé archevêque de Candie[3] en Crète avec dispense de résidence ;
- mi-mai 1364[3] : il est nommé patriarche latin de Constantinople[13],[1].